# Svend Nordmand
Svend Nordmand (eller Norbagge) (død 1088 på Rhodos) var biskop i Roskilde Domkirke.
Han var oprindelig en ulærd mand i Svend Estridsens tjeneste, men da han havde udmærkede evner og var velanset hos kongen, blev han gjort til klerk i Roskilde. Saxo fortæller, at de andre klerke var misundelige på ham og havde ham til bedste ved at radere nogle bogstaver ud i den latinske messebog, uden at Svend, da han messede, opdagede den ondskabsfulde spøg; men dette er kun et skæmtesagn, der i Tyskland allerede var henført til en biskop i Paderborn. Historisk er det derimod uden tvivl, at kong Svend sendte Svend Nordmand til udenlandske skoler, hvorfra han kom tilbage som velstuderet præst. Da biskop Vilhelm af Roskilde døde i 1074, gjorde kongen sin yndling til hans efterfølger, og Svend Nordmand blev en af den tids betydeligste bisper. Støttet af Svend Estridsen og senere af Knud den Hellige fuldførte han den af Vilhelm påbegyndte domkirke af hugne stenkvadre og med slebne granitsøjler. Endvidere byggede han Vor Frue Kirke i Roskilde, Vor Frue Kirke og Kloster i Ringsted og Hellig Michaels Kirke i Slagelse. På menigheden gjorde han dybt indtryk ved sin kraftige prædiken og sin rene vandel. Han var vidne til Knud den Helliges store gave til kirken i Lund (1085), og efter drabet på kongen i 1086 skal han have varslet hårde straffedomme over Danmark. Under den almindelige nød i Oluf Hungers tid drog han på pilgrimsfærd og besøgte først Rom og dernæst Konstantinopel, hvorfra han hjemsendte talrige
relikvier, muligvis deriblandt pave Lucius’ hoved, som ved denne tid må være kommet til Roskilde Domkirke. Svend Nordmand rejste videre for at nå til Det Hellige Land, men undervejs døde den fromme
biskop på Rhodos i 1088.

## Eksterne kilder og henvisninger
- Tekst efter Hans Olrik i Dansk Biografisk Leksikon på Projekt Runeberg – angiver nedenstående kilder:
  - Saxo, ed. Müller.
  - A. D. Jørgensen: Den nordiske Kirkes Grundlæggelse.